# We Are Who We Are
We Are Who We Are est une mini-série dramatique italo-américaine co-créée et réalisée par Luca Guadagnino, diffusée entre le 14 septembre et le 2 novembre 2020 sur HBO aux États-Unis et du 9 octobre au 30 octobre 2020 sur Sky Atlantic en Italie.
Au Québec, elle est diffusée depuis le 14 octobre 2020 à Super Écran. En France, elle a été diffusée intégralement le 7 mars 2021 sur le service StarzPlay. Elle reste inédite dans les autres pays francophones.

## Synopsis
La série se concentre sur deux adolescents américains, Fraser et Caitlin, vivant dans une base militaire fictive américaine à Chioggia en Italie, en 2016. La série explore l'amitié, le premier amour, l'identité et plonge le public dans toute l'exaltation et l'angoisse désordonnée d'être un adolescent - une histoire qui pourrait arriver n'importe où dans le monde, mais dans ce cas, se passe dans cette petite tranche d'Amérique en Italie.

## Distribution

### Acteurs principaux
- Chloë Sevigny (VF : Sybille Tureau) : Sarah Wilson, l'épouse de Maggie et mère de Fraser
- Jack Dylan Grazer (VF : Tom Trouffier) : Fraser Wilson
- Alice Braga (VF : Dorothée Pousséo) : Maggie Teixeira, l'épouse de Sarah et mère de Fraser
- Jordan Kristine Seamón (VF : Léopoldine Serre) : Caitlin Poythress / Harper
- Spence Moore II (VF : Jim Redler) : Danny Poythress, le frère aîné de Caitlin
- Scott Mescudi : Richard Poythress, le père de Caitlin et Danny
- Faith Alabi (VF : Géraldine Asselin) : Jenny Poythress, la mère de Caitlin et Danny
- Francesca Scorsese (VF : Zina Khakhoulia) : Britney Orton, l'amie de Caitlin
- Ben Taylor : Sam Pratchett, le petit-ami de Caitlin
- Corey Knight (VF : Diouc Koma) : Craig Pratchett, le frère aîné de Sam
- Tom Mercier (VF : lui-même) : Jonathan Kritchevsky, le collègue de Sarah

### Acteurs secondaires
- Beatrice Barichella (VF : Antonella Colapietro) : Valentina
- Sebastiano Pigazzi (VF : Sébastien Lemoine) : Enrico
- Vittoria Bottin : Sole
- Nicole Celpan : Giulia
- Maria Teresa Cerantola : Teresa
- Hans Bush : Colonel McAunty
- Jim Sweatman : Colonel Martin
- Tomeka Campbell Turley : Mel
- Gaia Schiralli : Monica
- Lisa Lazzaro : Loredana
- Brixhilda Shqalsi : Marta
- Giulia Manzini : Anna
- Jacopo Brigotti : Angelo
- Arturo Gabbriellini : Luca
- Emma Segat : Futura

 Source et légende : version française (VF) sur RS Doublage

## Production
En juillet 2019, HBO s'associe à la production mettant en vedette Chloë Sevigny.

## Épisodes
Tous les épisodes sont titrés Ici et maintenant (Right here, right now en version originale) de #1 à #8.